# 2027 (număr)
2027 (două mii douăzeci și șapte) este un număr natural prim care urmează după 2026 și precede pe 2028 într-un șir crescător de numere naturale.